# Michelle Goos
Michelle Goos (née le 27 décembre 1989 à Amsterdam) est une joueuse internationale néerlandaise de handball, évoluant au poste d'ailière droite.
En décembre 2015, elle crée la surprise avec les Pays-Bas en atteignant la finale du championnat du monde, perdue face à la Norvège,.

## Palmarès

### En club
- championne des Pays-Bas en 2008, 2009 et 2010 (avec VOC Amsterdam)
- vainqueur de la coupe des Pays-Bas en 2009 et 2010 (avec VOC Amsterdam)
- vainqueur  de la coupe d'Allemagne en 2017 (avec Buxtehuder SV)

### En sélection
championnat du monde
- finaliste du championnat du monde en 2015 au Danemark

championnat d'Europe
- finaliste du championnat d'Europe en 2016 en Suède